# Acantheis boetonensis
Acantheis boetonensis là một loài nhện trong họ Ctenidae.
Loài này thuộc chi Acantheis. Acantheis boetonensis được Embrik Strand miêu tả năm 1913.